# Čong Jun-ho
Čong Jun-ho (korejsky 정윤호 – Čŏng Jun-ho, * 6. února 1986 v Kwangdžu, Jižní Korea), známější pod svým uměleckým jménem U-Know Yunho, je jihokorejský zpěvák a příležitostný herec. Je členem jihokorejské skupiny TVXQ. Má mladší sestru Džŏng Dži-Hje (정지혜).